# Moolakaraipatti
Moolakaraipatti é uma panchayat (vila) no distrito de Tirunelveli, no estado indiano de Tamil Nadu.

## Demografia
Segundo o censo de 2001,  Moolakaraipatti  tinha uma população de 9484 habitantes. Os indivíduos do sexo masculino constituem 48% da população e os do sexo feminino 52%. Moolakaraipatti tem uma taxa de literacia de 70%, superior à média nacional de 59.5%: a literacia no sexo masculino é de 76% e no sexo feminino é de 64%. Em Moolakaraipatti, 12% da população está abaixo dos 6 anos de idade.